# Tir als Jocs Olímpics d'estiu de 2004

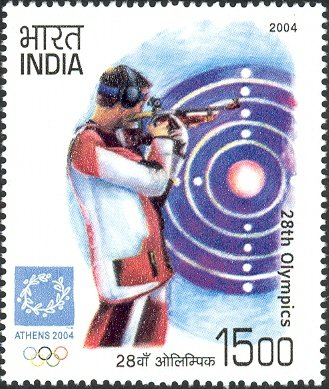
Segell postal commemoratiu dels Jocs publicats a l'Índia.

Als Jocs Olímpics d'Estiu de 2004 celebrats a la ciutat d'Atenes (Grècia) es disputaren 17 proves de tir olímpic, deu en categoria masculina i set en categoria femenina. Les proves es disputaren entre els dies 14 i 22 d'agost de 2004 al Centre Olímpic de Tir de Markópulo.

## Comitès participants
Hi participaren un total de 390 tiradors, entre ells 253 homes i 137 dones, de 106 comitès nacionals diferents.
| - Alemanya (20) - Andorra (1) - Aràbia Saudita (1) - Argentina (3) - Armènia (1) - Austràlia (21) - Àustria (5) - Azerbaidjan (2) - Bahrain (1) - Bangladesh (1) - Barbados (1) - Belarús (9) - Bèlgica (1) - Bolívia (1) - Bòsnia i Hercegovina (1) - Brasil (1) - Bulgària (3) - Canadà (2) - Colòmbia (3) - Corea del Nord (3) - Corea del Sud (16) - Costa Rica (1) - Croàcia (1) - Cuba (8) - Dinamarca (5) - Egipte (5) - Emirats Àrabs Units (2) - Equador (1) - Eslovàquia (3) - Eslovènia (1) - Espanya (4) - Estats Units (21) - Estònia (1) - El Salvador (1) - Fiji (1) - Filipines (1) | - Finlàndia (6) - França (8) - Geòrgia (1) - Grècia (11) - Guatemala (1) - Hong Kong (1) - Hongria (8) - Índia (8) - Indonèsia (1) - Iran (1) - Irlanda (1) - Israel (2) - Itàlia (13) - Illes Verges dels EUA (1) - Jamaica (1) - Japó (9) - Kazakhstan (4) - Kuwait (5) - Kirguizstan (1) - Letònia (1) - Líbia (1) - Liechtenstein (1) - Lituània (1) - Macedònia del Nord (1) - Malàisia (2) - Malta (1) - Mèxic (1) - Moldàvia (1) - Mònaco (1) - Mongòlia (1) - Namíbia (1) - Nepal (1) - Nova Zelanda (2) - Nicaragua (1) - Noruega (5) | - Oman (1) - Països Baixos (3) - Pakistan (1) - Perú (1) - Polònia (5) - Portugal (2) - Puerto Rico (1) - Qatar (2) - Regne Unit (6) - República Dominicana (1) - Txèquia (8) - Romania (2) - Rússia (24) - San Marino (2) - Sèrbia i Montenegro (3) - Singapur (1) - Síria (1) - Sri Lanka (1) - Sud-àfrica (1) - Suècia (8) - Suïssa (5) - Tadjikistan (1) - Tailàndia (2) - Trinitat i Tobago (1) - Turquia (1) - Turkmenistan (1) - Ucraïna (11) - Uzbekistan (2) - Veneçuela (1) - Vietnam (1) - Xile (1) - R.P. de la Xina (26) - Xina-Taipei (2) - Xipre (2) - Zimbàbue (1) |

## Resum de medalles

### Categoria masculina
| Prova                                     | Or                | Argent             | Bronze                |
| Pistola d'aire 10 metres Detalls          | Wang Yifu         | Mikhail Nestruyev  | Vladimir Isakov       |
| Pistola ràpida 25 metres Detalls          | Ralf Schumann     | Sergei Poliakov    | Sergei Alifirenko     |
| Pistola lliure 50 metres Detalls          | Mikhail Nestruyev | Jin Jong-oh        | Kim Jong-su           |
| Rifle en posició estesa 50 metres Detalls | Matthew Emmons    | Christian Lusch    | Sergei Martynov       |
| Rifle en 3 posicions 50 metres Detalls    | Jia Zhanbo        | Michael Anti       | Christian Planer      |
| Carabina d'aire 10 metres Detalls         | Zhu Qinan         | Li Jie             | Jozef Gönci           |
| Blanc mòbil 10 metres Detalls             | Manfred Kurzer    | Aleksander Blinov  | Dimitri Lykin         |
| Fossa Olímpica Detalls                    | Aleksei Alipov    | Giovanni Pellielo  | Adam Vella            |
| Doble Fossa Olímpica Detalls              | Ahmed Al Maktoum  | Rajyavardhan Singh | Wang Zheng            |
| Skeet Detalls                             | Andrea Benelli    | Marko Kemppainen   | Juan Miguel Rodríguez |

### Categoria femenina
| Prova                                  | Or              | Argent             | Bronze                  |
| Pistola d'aire 10 metres Detalls       | Olena Kostevych | Jasna Šekarić      | Maria Grozdeva          |
| Pistola ràpida 25 metres Detalls       | Maria Grozdeva  | Lenka Hyková       | Irada Ashumova          |
| Carabina d'aire 10 metres Detalls      | Du Li           | Lioubov Galkina    | Kateřina Kůrková        |
| Rifle en 3 posicions 50 metres Detalls | Lioubov Galkina | Valentina Turisini | Wang Chengyi            |
| Fossa Olímpica Detalls                 | Suzanne Balogh  | María Quintanal    | Lee Bo-na               |
| Doble Fossa Olímpica Detalls           | Kim Rhode       | Lee Bo-na          | Gao E                   |
| Skeet Detalls                          | Diána Igaly     | Wei Ning           | Zemfira Meftakhetdinova |

## Medaller
| Posició | País                | Or | Argent | Bronze | Total |
| 1       | R.P. de la Xina     | 4  | 2      | 3      | 9     |
| 2       | Rússia              | 3  | 4      | 3      | 10    |
| 3       | Alemanya            | 2  | 1      | 0      | 3     |
| 3       | Estats Units        | 2  | 1      | 0      | 3     |
| 5       | Itàlia              | 1  | 2      | 0      | 3     |
| 6       | Austràlia           | 1  | 0      | 1      | 2     |
| 6       | Bulgària            | 1  | 0      | 1      | 2     |
| 8       | Emirats Àrabs Units | 1  | 0      | 0      | 1     |
| 8       | Hongria             | 1  | 0      | 0      | 1     |
| 8       | Ucraïna             | 1  | 0      | 0      | 1     |
| 11      | Corea del Sud       | 0  | 2      | 1      | 3     |
| 12      | Txèquia             | 0  | 1      | 1      | 2     |
| 13      | Espanya             | 0  | 1      | 0      | 1     |
| 13      | Finlàndia           | 0  | 1      | 0      | 1     |
| 13      | Índia               | 0  | 1      | 0      | 1     |
| 13      | Sèrbia i Montenegro | 0  | 1      | 0      | 1     |
| 17      | Azerbaidjan         | 0  | 0      | 2      | 2     |
| 18      | Àustria             | 0  | 0      | 1      | 1     |
| 18      | Belarús             | 0  | 0      | 1      | 1     |
| 18      | Corea del Nord      | 0  | 0      | 1      | 1     |
| 18      | Cuba                | 0  | 0      | 1      | 1     |
| 18      | Eslovàquia          | 0  | 0      | 1      | 1     |